# The Legacy of Folly
The Legacy of Folly è un cortometraggio muto del 1915 diretto da Tom Moore.

## Produzione
Il film fu prodotto dalla Kalem Company (con il nome a Broadway Favorites Feature).

## Distribuzione
Distribuito dalla General Film Company, uscì nelle sale cinematografiche USA il 16 agosto 1915.